# Baby, Baby, Baby (альбом Джиммі Візерспуна)
Baby, Baby, Baby — студійний альбом американського блюзового співака Джиммі Візерспуна, випущений у 1963 року лейблом Prestige.

## Опис
На цьому альбомі співак Джиммі Візерспун виконує такі блюзові стандарти як «Rocks in My Bed» Дюка Еллінгтона, «Bad Bad Whiskey», «One Scotch, One Bourbon, One Beer» і «It's a Lonesome Old World». Тут він співає з квінтетом у складі альт-саксофоніста Лео Райта і гітариста Кенні Беррелла перші вісім пісень і з септетом (з трубачем Боббі Браєнтом і Артуром Райтом на гармоніці) іншу частину сету (альбом записаний 1963 року у дві сесії в Нью-Йорку та Лос-Анджелесі).

## Список композицій
1. «Mean Old Frisco» (Артур Крудап) — 3:10
2. «Rocks in My Bed» (Дюк Еллінгтон) — 2:40
3. «Bad, Bad Whiskey» (Еймос Мілберн) — 3:05
4. «Baby, Baby, Baby» (Мек Девід, Джеррі Лівінгстон) — 3:00
5. «Sail on, Little Girl, Sail On» (Перл Кінг, Дейв Бартоломью) — 2:45
6. «One Scotch, One Bourbon, One Beer» (Руді Тумс) — 3:00
7. «Lonely Boy Blues» (Волтер Браун, Джей Макшенн) — 2:30
8. «Blues and Trouble» (Джиммі Візерспун) — 2:52
9. «Endless Sleep» (Долорес Ненс, Джоді Рейнольдс) — 2:11
10. «I'll Go on Living» (Джиммі Візерспун) — 3:44
11. «I Can't Hardly See» (Джиммі Візерспун) — 2:39
12. «It's a Lonesome Old World» (народ.) — 3:30

## Учасники запису
- Джиммі Візерспун — вокал
- Лео Райт — альт-саксофон, бубон (1—8)
- Боббі Браєнт — труба, флюгельгорн (9—12)
- Джиммі Аллен — тенор-саксофон (9—12)
- Артур Райт — губна гармоніка (9—12)
- Гілдо Мегоунс (1—8), Ернст Фон Фанкестейн [Ерні Фрімен] — фортепіано
- Кенні Беррелл (1—8), Герман Мітчелл — гітара
- Джордж Такер (1—8), Джиммі Бонд (9—12) — контрабас
- Джиммі Сміт (1—8), Джиммі Міллер — ударні

Технічний персонал
- Оззі Кадена (1—8), Девід Аксельрод (9—12) — продюсер
- Лоуренс Н. Шустак — фотографія
- Дон Шліттен — дизайн
- Ден Моргенстерн — текст